# Psychotria diploneura
Psychotria diploneura là một loài thực vật có hoa trong họ Thiến thảo. Loài này được (K.Schum.) Bridson & Verdc. miêu tả khoa học đầu tiên năm 1991.